# X (canción de Poppy)
X es una canción de Poppy, lanzada como sencillo el 25 de octubre de 2018. Sirvió como el quinto sencillo de su álbum Am I a Girl? y la decimocuarta y última pista del álbum. El vídeo musical de "X" se lanzó el 5 de noviembre de 2018. La canción fue el tema oficial de NXT TakeOver: Phoenix.

## Composición
"X" explora un territorio más pesado similar a "Play Destroy", su colaboración con Grimes, y Poppy describe ambas pistas como un nuevo género llamado "Poppymetal". "X" presenta "versos y melodías contradictorias", con partes de heavy metal en las que la cantante "begs to be made bloody" y secciones pacíficas con armonías donde canta sobre querer "amar a todos". La canción está en la clave de F # menor con un BPM de 114.

## Vídeo musical
El video musical de "X" se lanzó el 5 de noviembre de 2018.
Se lanzó una versión acústica de "X" en el canal de YouTube de Poppy el 8 de enero de 2019 y se descargó el 17 de enero de 2019.

## Lista de canciones
Todas las canciones escritas y compuestas por Poppy. 
| N.º | Título | Duración |  |
| 1.  | «X»    | 2:54     |  |